# Reprezentacja Tajlandii w piłce siatkowej mężczyzn
Reprezentacja Tajlandii w piłce siatkowej mężczyzn to narodowa reprezentacja tego kraju, reprezentująca go na arenie międzynarodowej.
Jak do tej pory zespół nie zdobył medalu na Mistrzostwach Azji. Największym sukcesem zespołu jest udział w Mistrzostwach Świata w 1998 roku (Tajlandia zajęła ostatnie, 24. miejsce).
Tajlandczycy wystąpili po raz pierwszy w FIVB Challenger Cup w 2023 roku. Wcześniej wygrali finałowy mecz przeciwko reprezentacji Bahrajnu w turnieju AVC Challenge Cup co dało im możliwość wzięcia udziału w FIVB Challenger Cup.

## Występy naMistrzostwach Świata
- MŚ '49-'94 – n/s
- MŚ '98 – 20. miejsce
- MŚ '02-'06 – n/s